# Granyena de les Garrigues
Granyena de les Garrigues – gmina w Hiszpanii, w prowincji Lleida, w Katalonii, o powierzchni 20,25 km². W 2011 roku gmina liczyła 175 mieszkańców.